# Video server

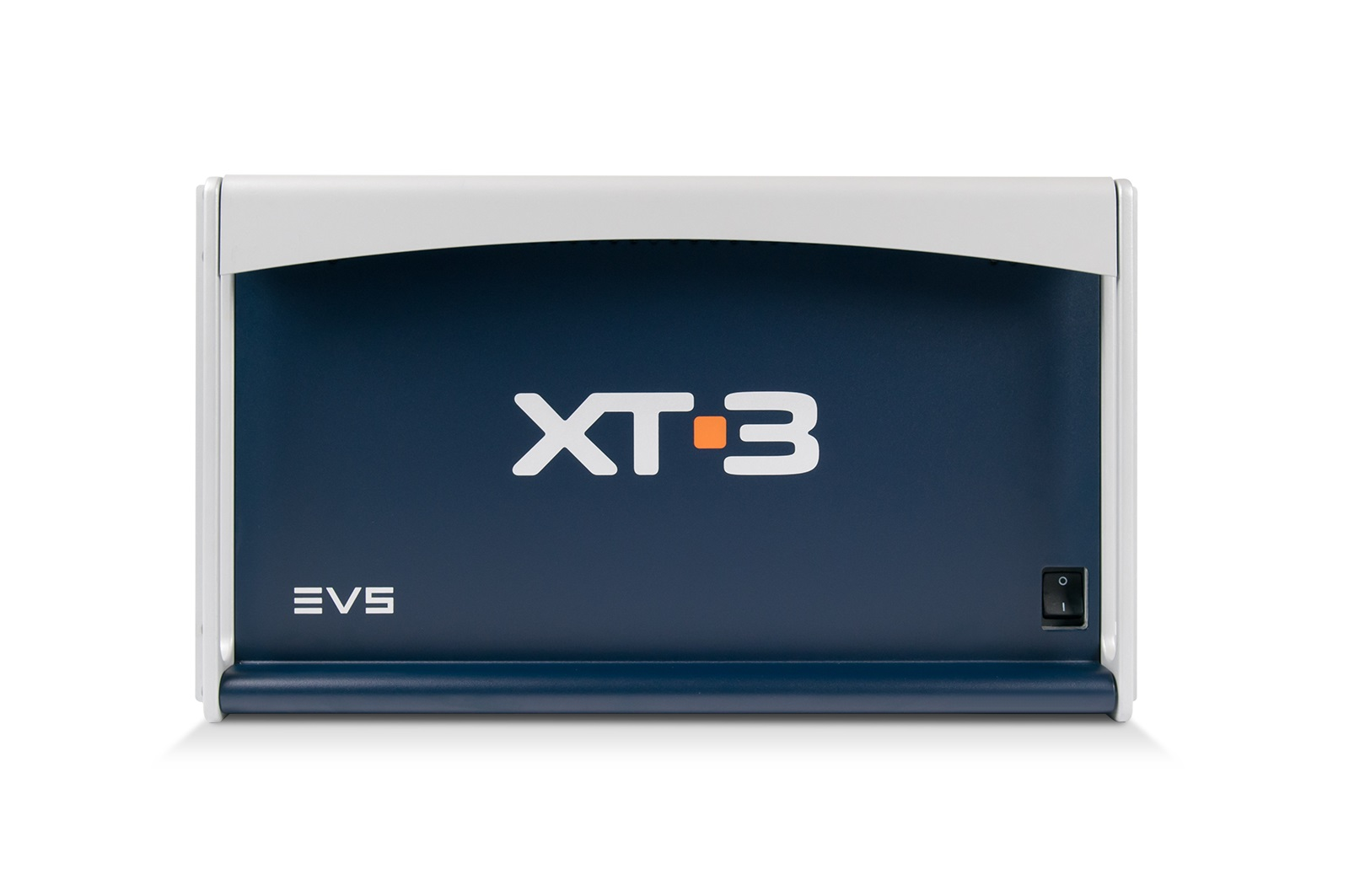
Un video server EVS XT3 a sei canali di ingresso/uscita.

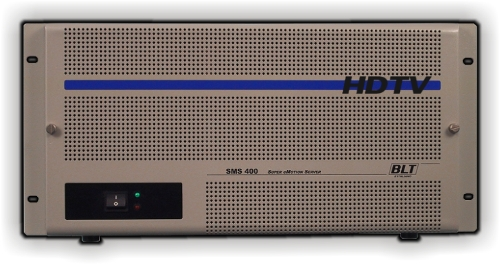
Un video server HDTV multicanale BLT.

Un video server è un computer dedicato alla registrazione/riproduzione di contenuti Audio/Video. A differenza dei normali computer, che non hanno uno scopo specifico ma possono fare girare ogni tipo di applicazione, un video server ha un unico scopo ed è equipaggiato con hardware apposito. Un server di categoria professionale registra e riproduce video senza degrado del segnale, mentre uno di classe broadcast è in grado di immagazzinare diverse ore di flussi audio/video, compressi o no, spesso su numero variabile di canali entranti e può riprodurre il video su più canali in uscita. È dotato anche di interfacce di qualità, come SDI per il video e connettore XLR per l'audio bilanciato analogico o digitale AES/EBU e ingressi e uscite per il riferimento Timecode.

## Struttura

### Canali
Un video server dispone sempre di un certo numero di canali in ingresso e in uscita, nel più semplice dei casi di uno solo per tipo. A seconda del tipo di server e del costruttore, la composizione del canali può variare in vari modi:
- ingresso e uscite fissi, senza possibilità di leggere un flusso registrato su un canale.
- ingressi e uscite, dove a ogni canale in uscita può essere inviato un flusso registrato su un qualsiasi canale in ingresso.
- libera assegnazione dei canali, per avere per esempio 2 ingressi e quattro uscite oppure cinque ingressi e un'unica uscita, sempre su un massimo in questo caso di sei canali.

I server più sofisticati possono compiere la lettura e la scrittura simultaneamente, permettendo di rileggere un flusso video appena questo è stato registrato. Anche in questo caso, vi è la suddivisione tra ingressi/uscite fisse oppure assegnabili. Questo tipo di server è molto usato per effettuare replay durante le riprese di eventi sportivi.

#### Usi particolari dei canali
Tre ingressi possono essere riuniti per poter registrare immagini provenienti da telecamere ad alta velocità (High Speed Camera), che riprendono con una cadenza di 75 fotogrammi per secondo, il triplo rispetto ai sistemi convenzionali. Queste particolari telecamere professionali (Sony o GrassValley) con video server dedicati (BLT o XT[2] di EVS Broadcast Equipment o server di Slomo.tv, Inc.) sono utilizzate per sofisticati replay detti Super-Slow-Motion, e il risultato è paragonabile alle riprese ad alta velocità effettuate con pellicola tradizionale.
Due canali in uscita possono essere accoppiati (ganged) per riprodurre in uscita insieme al video anche un opportuno segnale di chiave. Questa funzione è molto utilizzata per brevi loghi grafici animati.

### Flussi video
Un flusso video registrato sul server viene suddiviso in singole unità denominate clip. A seconda del tipo di hardware e software utilizzati, il server può rendere disponibile tutto il video registrato, da cui poi ricavare delle singole clip, oppure il segnale video viene già registrato come clip. In questo caso, una volta che la clip sia stata modificata con un ritaglio preciso dei punti di inizio e fine, il video non utilizzato viene perso.
Una serie di clip può essere concatenata in una playlist o sequenza. Un server video permette anche di memorizzare singoli fotogrammi, chiamati di solito still.
La registrazione avviene di solito su dischi fissi SCSI o, nei server più economici, SATA, talvolta configurati in RAID per una maggiore affidabilità. Una configurazione tipica prevede che la registrazione sia effettuata in loop, sovrascrivendo man mano i flussi meno recenti, a meno che non siati salvati come clip.
A seconda del livello di qualità richiesto, il segnale video può essere registrato senza compressione oppure compresso, di solito come DCT oppure come MJPEG o MPEG-2. In quest'ultimo caso, per permettere flessibilità di accesso e miglior qualità in caso di immagini in forte movimento, tutti i fotogrammi sono di tipo Intraframe. Altri standard di compressione recentemente introdotti sono JPEG2000 e MPEG-4 o H.264, specialmente nei sistemi destinati all'HDTV.

### Interfacce di controllo
Un video server è controllabile da remoto usando diversi protocolli e interfacce. Molti dispongono di interfacce ethernet e sono integrabile in una rete IP, in particolare i server dedicati alla trasmissione live su reti dati. In questo caso, il video può venire trasmesso sulla stessa rete IP e le clip sono caricabili da remoto con i protocolli HTTP o FTP.
Più server possono venire integrati in una rete dati, con la possibilità per ogni server di accedere alle clip memorizzate sugli altri, o di trasferire clip da un server all'altro.
Un altro tipo di interfaccia di cui sono dotati pressoché tutti i video server è l'interfaccia seriale RS-422. In una struttura televisiva, questa comunissima interfaccia ne consente il collegamento con tutte le centraline e i controller, e con buona parte dei mixer video e delle matrici, nonché dei controller dedicati alla messa in onda.
Nel caso del collegamento seriale, sono di uso comune questi protocolli:
- BVW-75, un protocollo industriale sviluppato dalla Sony per il controllo remoto dei videoregistratori della serie Betacam. Il nome deriva proprio dal codice del modello di punta di questa serie, ed è un termine di uso consolidato anche se il nome ufficiale del protocollo sarebbe Sony 9-pin. Questo protocollo è di larghissimo impiego ed è supportato da tutte le macchine a nastro e da moltissimi video server. Per questi ultimi si tratta però di un protocollo molto limitato, poiché permette il controllo del posizionamento del nastro (emulato dai sistemi a disco) e alcuni comandi supplementari usati soprattutto dalle centraline per il montaggio lineare, e non prevede alcuna gestione delle clip.
- Odetics, della Odetics Broadcast, fu concepito come estensione del protocollo BVW-75. Permette il controllo dei server e la selezione delle clip tramite il loro nome. Non trasmette tuttavia informazioni sulla loro durata.
- Mediapool, sviluppato dalla Philips, è un'altra estensione del protocollo BVW-75. A differenza del precedente, supporta la gestione della durata della clip.
- VDCP (Video Disk Control Protocol), conosciuto anche come Louth, introdotto dalla Louth Automation, questo protocollo è piuttosto diffuso su molti server. Permette la gestione delle clip, la loro selezione tramite nome e consente al controller di leggere la durata della clip. Questo protocollo fu formulato come interfaccia comune per tutti i video server, e in quanto tale dispone di una serie di funzioni la cui implementazione è obbligatoria, e di altre facoltative. I nomi delle clip dovrebbero essere lunghi 8 caratteri, ma esiste un'estensione che permette di usare fino a 32 caratteri. Il protocollo VDCP non è compatibile con macchine a nastro.
- Alcuni protocolli proprietari, dipendenti dal costruttore, che permettono di accedere a funzioni specifiche. Ne sono un esempio i protocolli EVS e BLT usati per server a lettura/scrittura simultanea. Sono spesso estensioni aggiunte a un protocollo già esistente.
- P-Bus. Il Peripheral Bus è una sofisticata interfaccia che permette a un controller di accedere a fino a 24 macchine con una sola linea di comunicazione. Gestisce una serie di memorie (chiamate registri) che richiamano lo stato di tutte o di una parte delle macchine controllate (clip caricata, stato del server, canali controllati) a cui si possono poi inviare fino a 16 segnali (chiamati trigger) a cui corrispondono singoli comandi (play, pausa, inizio clip, registrazione ecc.). Il P-Bus è poco diffuso sui server ma è usato invece da molti controller separati, di conseguenza è possibile accedere al controller da una matrice o da un mixer video, richiamando un registro e inviando gli opportuni trigger, e far sì che il controller gestisca la comunicazione con uno o i server collegati, tramite uno degli altri protocolli.

## Esempi di utilizzo
A seconda delle caratteristiche hardware e del software che implementa, un video server può essere utilizzato in svariati modi, tra i quali:

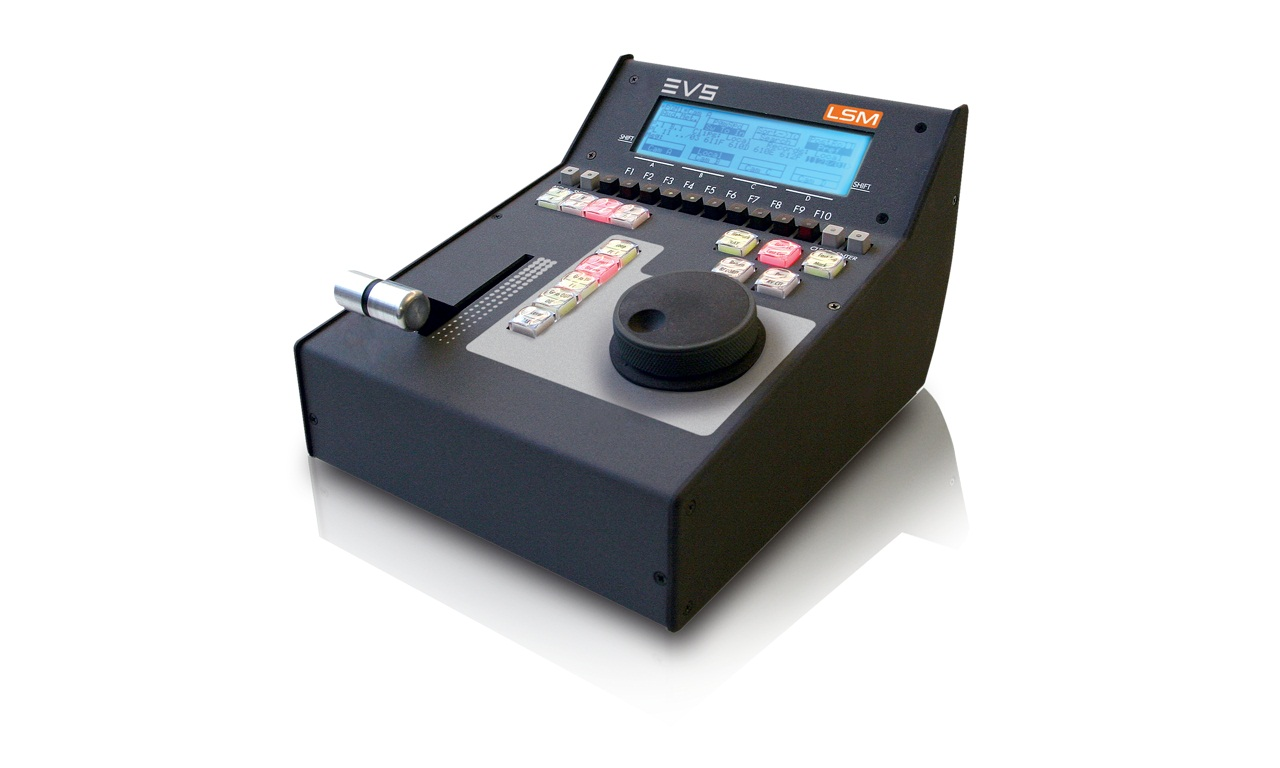
Un pannello di controllo EVS per replay.

- Giornalismo: il server memorizza i servizi di un telegiornale come clip, rendendole disponibili per le diverse edizioni. Le clip possono anche essere inviate a un server HTTP che le rende disponibili su un sito, come fa per esempio Sky TG24.
- Installazioni pubbliche: invio via cavo di informazioni turistiche o commerciali, come per esempio nelle stazioni e negli aeroporti.
- Sorveglianza: registrazione e archiviazione di immagini provenienti da telecamere di posti sorvegliati.
- Televisione: archiviazione, emissione, replay, highlights.
- Sport: slow-motion, super slow-motion, prova televisiva.

### Installazioni pubbliche
Un server può essere caricato con clip di spot pubblicitari e filmati di pubblica utilità, e usato per inviare il video a una serie di monitor. In questo caso si usano diverse uscite del server per inviare contenuti diversi a luoghi diversi, mentre l'invio di uno stesso segnale a più monitor è fatto tramite distributori video.

### Sorveglianza
In un sistema di videosorveglianza, un videoserver può registrare i segnali provenienti da un buon numero di telecamere, integrandole anche in una rete IP. Il flusso del video così digitalizzato può venire visualizzato dalla centrale operativa, che con il controllo remoto può richiamare registrazioni effettuate in diversi luoghi a ore diverse, tramite software specifico e anche con un normale browser web. Un video server di questo tipo presenta numerosi ingressi e di solito una sola uscita per il video monitorato, e permette l'integrazione di telecamere di sorveglianza esistenti in una rete IP.
Il video registrato può essere anche scaricato tramite FTP e archiviato.

### Televisione
I video server trovano sempre più spesso applicazione in ogni campo dell'industria televisiva: dalla produzione, all'emissione, alla post-produzione.

#### Replay
Un server a lettura/scrittura simultanea trova largo impiego nelle riprese sportive di ogni evento, permettendo di riproporre rapidamente replay continuando a registrare il segnale delle singole telecamere, a differenza di quanto avviene con i replay fatti con i videoregistratori.
I server dedicati a questo scopo si caratterizzano per l'elevata velocità operativa e per il pannello di controllo rivolto specificatamente alla creazione di clip e alla creazione di playlist. Spesso i canali in ingresso sono tre o quattro e durante la lettura si può commutare da una sorgente all'altra.
Il linguaggio televisivo moderno è rapidamente cambiato dall'introduzione dei video server, come si può notare dall'aumento del numero dei replay, delle telecamere registrate e dalla presenza costante di una selezione di momenti salienti (i cosiddetti highlights) montati durante l'evento sportivo e proposti al termine dello stesso. Inoltre, i costi di produzione sono inferiori, per via della drastica diminuzione del numero di videoregistratori necessari e alla minore usura delle loro testine video.

#### Emissione
I server video dedicati all'emissione non necessitano di lettura/scrittura simultanea, ma spesso sono in grado di registrare su un canale mentre inviano video sugli altri. Le uscite multiple consentono l'invio di spot pubblicitari o animazioni grafiche verso uno o più canali della messa in onda, controllati dalle postazioni dell'emissione o della centrale video.

#### Emissione differita
Un uso particolare di un video server consiste nella registrazione di un flusso video e nella sua rilettura differita di un determinato lasso di tempo. Un esempio di questo utilizzo è, per esempio, la messa in onda su un unico canale di due eventi dai tempi non certi (per esempio, il primo è un incontro di pallavolo). Se il primo evento finisce parecchio oltre il preventivato, il secondo può intanto essere registrato e andare in onda appena possibile.
In questo caso, ovviamente, il server è del tipo a lettura/scrittura simultanea.

#### Montaggio non lineare
In un sistema di montaggio non lineare, più postazioni di lavoro possono fare capo a un unico server, che dispone di un buon archivio di clip già immagazzinate. Questo avviene di frequente in sistemi complessi, nel campo del giornalismo televisivo: il materiale viene archiviato man mano che è disponibile e comprende buona parte degli eventi correnti. In questo modo, durante il montaggio di un servizio, buona parte delle immagini di repertorio è già disponibile e non deve venire acquisita, con grande risparmio di tempo.
Il server stesso può essere poi lo stesso da cui si richiamano le clip dei servizi montati per la messa in onda.

#### Instant replay
Un video server opportunamente configurato permette ai giudici di gara di richiedere una prova televisiva in caso di decisioni dubbie: questa tecnica viene chiamata comunemente, anche se impropriamente, moviola in campo. Vengono registrate alcune delle telecamere che riprendono l'evento stesso, su server multicanale, in modo da avere più punti di vista della situazione che richiede la prova televisiva.
Un esempio storico di applicazione di questa tecnica in Italia è stata la gara 4 (decisiva per il titolo) del campionato italiano di pallacanestro 2004/2005, decisa da un tiro da tre punti allo scadere dell'ultimo quarto. L'arbitro si servì della prova televisiva per decretare la validità del tiro, effettuato entro il tempo regolamentare.
Con un opportuno software di elaborazione, è possibile ottenere dal video server un'elaborazione in computer grafica della scena ripresa, con la simulazione dei punti di vista e il calcolo delle distanze tra punti prestabiliti.